# لذت (فیلم ۱۹۳۱)
لذت (انگلیسی: Pleasure) فیلمی در ژانر درام رمانتیک به کارگردانی اوتو براور است که در سال ۱۹۳۱ منتشر شد.